# Rambhai Barni
Rainha Rambhai Barni de Sião (em tailandês:  รำไพพรรณี rtgs: Ramphaiphanni, pronunciação tailandesa: [rām.pʰāj.pʰān.niː]), anteriormente Sua Alteza Sereníssima Princesa Rambhai Barni Svastivatana (em tailandês:   รำไพพรรณี สวัสดิวัตน์; rtgs: Ramphaiphanni Sawatdiwat, Banguecoque, 20 de dezembro de 1904  —  Banguecoque, 22 de maio de 1984), foi a esposa e rainha consorte do rei Prajadhipok de Sião.

## Vida pregressa

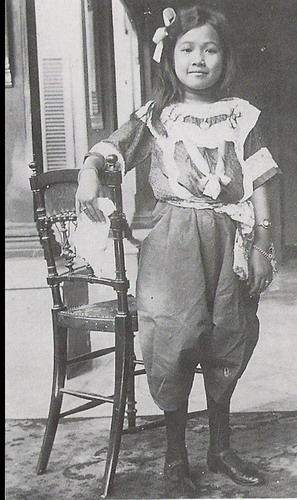
Jovem Rambhai Barni

A princesa Rambai Barni Svastivatana nasceu em 20 de dezembro de 1904, ao príncipe Svasti Sobhana, o príncipe de Svastivatana Visishta (filho de Sua Majestade o Rei Mongkut ea Princesa Piyamawadi) ea Princesa Abha Barni Gaganang. Ela recebeu o apelido, Thanying Na ou Princesa Na (tailandês: ท่านหญิงนา). Com a idade de dois anos ela entrou no palácio, para ser "dado" a uma rainha para a educação como era o costume. No caso da princesa Rambai Barni, era a rainha Saovabha, esposa de Sua Majestade o Rei Chulalongkorn (sua tia). A partir daí ela viveu no Palácio Dusit.
Após a morte do Rei Chulalongkorn em 1910, ela foi transferida para o grande palácio, onde estudou na Escola Rajini (ou escola da rainha) criada pela rainha Saovabha. Durante este período ela se tornou muito próxima a seu primo, o filho mais novo da Rainha Saovabha, Príncipe Prajadhipok Sakdidej, o Príncipe de Sukhothai. Em 1917, depois de concluir seus estudos no exterior e do período consuetudinário do monaquismo, o Príncipe Prajadhipok e a Princesa Rambai Barni casaram-se no Bang Pa-In Palácio e receberam as bênçãos de seu novo cunhado, o Rei Vajiravudh. O casal viveu na residência do príncipe em Banguecoque, o Palácio de Sukhothai.

## Rainha
Em 1925, o rei Vajiravudh morreu sem deixar qualquer assunto masculino (sua única filha, a princesa Bejaratana Rajasuda, nasceu um dia antes e a lei do palácio ditou que o trono deve passar para o próximo irmão do rei). A coroa foi então passada para seu irmão mais novo e herdeiro. O marido da princesa Rambai Barni subiu ao trono como Rei Prajadhipok (ou Rama VII), ela foi imediatamente dado o título apropriado de consorte de rainha de Sião. Prajadhipok seguiu o abandono de poligamia de seu irmão e em vez disso teve uma rainha. Tanto o rei quanto a rainha receberam educação moderna européia em sua juventude. Uma vez que herdaram o trono eles se empenharam em modernizar a instituição da monarquia, copiando o vestuário e os costumes europeus.

## A vida no exílio

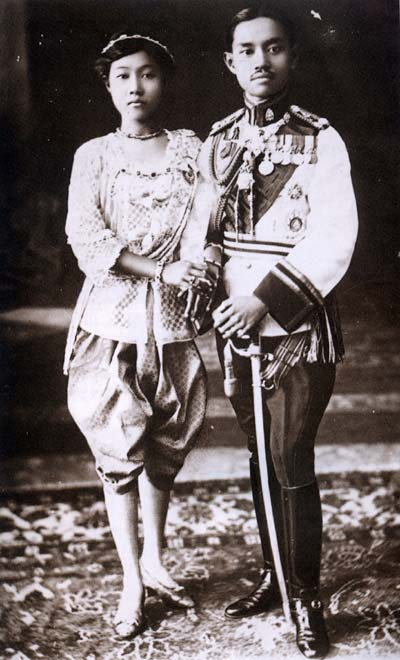
A Rainha e seu marido, o Rei Prajadhipok (Rama VII)

O casal se mudou novamente para Vane Court, a casa mais antiga da aldeia de Biddenden, em Kent. Eles levaram uma vida pacífica lá, jardinagem na parte da manhã eo rei escrevendo sua autobiografia na parte da tarde. Em 1938 o casal real moveu-se outra vez à casa de Compton, na vila de Wentworth na água de Virgínia, Surrey. O casal não teve filhos, mas adotou o filho infantil de um dos irmãos falecidos de Prajadhipok. (O enteado, Príncipe Jirasakdi, serviria mais tarde como um piloto de RAFfighter durante a batalha de Grâ Bretanha. Morreu no dever em 1942.)
Devido a um bombardeio ativo da Alemanha em 1940, o casal mudou-se novamente para uma pequena casa em Devon e depois para Lake Vyrnwy Hotel em Powys, no País de Gales, onde o ex-rei sofreu um ataque cardíaco. O Rei Prajadhipok acabou morrendo de insuficiência cardíaca em 30 de maio de 1941.

## Líder da resistência

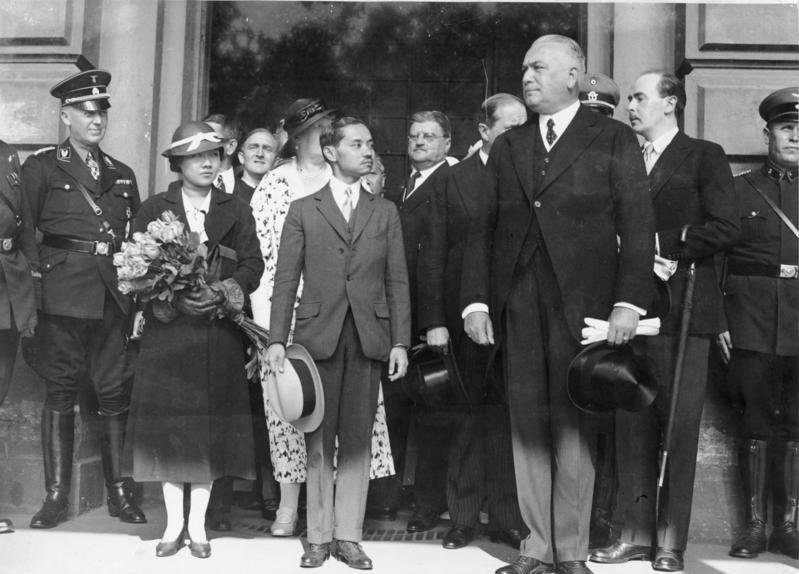
Rei Rama VII e Rainha Rambhai Barni em Berlin.

Após a morte do rei, a rainha se envolveu mais na política. Em dezembro de 1941 o Império Japonês invadiu e ocupou a Tailândia. O governo japonês forçou o governo tailandês a declarar guerra tanto à Grã-Bretanha como aos Estados Unidos. O movimento tailandês livre foi criado parcialmente por exilados tailandeses que vivem no exterior. O movimento incluiu muitos diplomatas, estudantes e membros da família real.
A rainha e seu irmão, o príncipe Subasvastiwongse Snith Svastivatana, deixaram claro suas simpatias tailandesas livres e usaram suas conexões para ajudar estudantes com idéias semelhantes na organização de um movimento de resistência na Grã-Bretanha. Ela estava entre as quatro mulheres que se voluntariaram para tarefas não-militares com o Free Thai. Apesar de não ser um membro oficial, a rainha ajudou o movimento através de angariação de fundos e ministros influentes lobying.

## Retorno e morte
Em 1949, a rainha foi convidada a retornar à Tailândia, trazendo com ela as cinzas do rei. Depois de seu retorno ela continuou a realizar muitos deveres oficiais em nome do novo rei, Bhumibol Adulyadej. Ela passou o resto de sua vida no Palácio Sukhothai, morrendo em 1984, aos 79 anos. Ela foi cremada em um grande funeral real presidido por seu sobrinho, o rei em Sanam Luang, em frente ao Grande Palácio.

Bandeira real da rainha Rambhai Barni

## Títulos e estilos
- 20 de dezembro de 1904 - 26 de agosto de 1917: Sua Alteza Sereníssima Princesa Rambhai Barni Svastivatana
- 26 de agosto de 1917 - 26 de novembro de 1925: Sua Alteza Sereníssima Princesa Rambhai Barni, Princesa de Sukhodaya[1]
- 26 de novembro de 1925 - 2 de março de 1935: Sua Majestade a Rainha do Sião
- 2 de março de 1935 - 30 de maio de 1941: Sua Majestade a Rainha Rambhai Barni
- 30 de maio de 1941 - 22 de maio de 1984: Sua Majestade Rainha Rambhai Barni, A Rainha Viúva

O estilo e título da Rainha na íntegra: Somdet Phranangchao Rambhai Barni Phraborommarajini (em tailandês:   สมเด็จพระนางเจ้ารำไพพรรณี พระบรมราชินี)